# WWE Backlash
Backlash – cykl corocznych gal profesjonalnego wrestlingu produkowanych w kwietniu (z wyjątkiem edycji z 2005, 2016, 2017 i 2018) przez federację WWE i nadawanych na żywo w systemie pay-per-view oraz w serwisie WWE Network. Cykl został utworzony w 1999, zaś jego pierwsza gala była ostatnią należącą również do cyklu In Your House. Po podzieleniu federacji na brandy, Backlash stało się ekskluzywne dla zawodników należących do brandu Raw, co weszło w życie w 2004. Trzy lata później wszystkie gale stały się ponownie dostępne dla zawodników ze wszystkich trzech brandów – Raw, SmackDown i ECW. W 2010 cykl został zastąpiony przez Extreme Rules.
W 2016 ogłoszono powrót Backlash jako ekskluzywnej gali dla zawodników brandu SmackDown; zorganizowano ją we wrześniu. Rok później przeniesiono organizację gali na maj. W 2018 zostało ogłoszone, że na wszystkich galach pay-per-view będą występować zawodnicy brandów Raw i SmackDown.

## Lista gal
|  | Gala brandu Raw |  | Gala brandu SmackDown |

| Gala                                      | Lokalizacja               | Arena                                      | Walka wieczoru |
| ----------------------------------------- | ------------------------- | ------------------------------------------ | --- |
| Backlash (1999) 25 kwietnia 1999          | Providence, Rhode Island  | Providence Civic Center                    | Stone Cold Steve Austin (c) vs. The Rock No Holds Barred match o WWF Championship z sędzią specjalnym Shane’em McMahonem                            |
| Backlash (2000) 30 kwietnia 2000          | Waszyngton                | MCI Center                                 | Triple H (c) vs. The Rock Singles match o WWF Championship z sędzią specjalnym Shane’em McMahonem                                                   |
| Backlash (2001) 29 kwietnia 2001          | Rosemont, Illinois        | Allstate Arena                             | WWF Champion Stone Cold Steve Austin i Intercontinental Champion Triple H vs. WWF Tag Team Champions Kane i The Undertaker „Winner Takes All” match |
| Backlash (2002) 21 kwietnia 2002          | Kansas City, Missouri     | Kemper Arena                               | Triple H (c) vs. Hulk Hogan Singles match o WWF Undisputed Championship                                                                             |
| Backlash (2003) 27 kwietnia 2003          | Worcester, Massachusetts  | Worcester Centrum                          | Goldberg vs. The Rock Singles match |
| Backlash (2004) 18 kwietnia 2004          | Edmonton, Alberta         | Rexall Place                               | Chris Benoit (c) vs. Triple H vs. Shawn Michaels Triple Threat match o World Heavyweight Championship                                               |
| Backlash (2005) 1 maja 2005               | Manchester, New Hampshire | Verizon Wireless Arena                     | Batista (c) vs. Triple H Singles match o World Heavyweight Championship                                                                             |
| Backlash (2006) 30 kwietnia 2006          | Lexington, Kentucky       | Rupp Arena                                 | John Cena (c) vs. Edge vs. Triple H Triple Threat match o WWE Championship                                                                          |
| Backlash (2007) 29 kwietnia 2007          | Atlanta, Georgia          | Philips Arena                              | John Cena (c) vs. Shawn Michaels vs. Randy Orton vs. Edge Fatal 4-Way match o WWE Championship                                                      |
| Backlash (2008) 27 kwietnia 2008          | Baltimore, Maryland       | 1st Mariner Arena                          | Randy Orton (c) vs. Triple H vs. John Cena vs. John "Bradshaw" Layfield Fatal 4-Way Elimination match o WWE Championship                            |
| Backlash (2009) 26 kwietnia 2009          | Providence, Rhode Island  | Dunkin' Donuts Center                      | John Cena (c) vs. Edge Last Man Standing match o World Heavyweight Championship                                                                     |
| Backlash (2016) 11 września 2016          | Richmond, Wirginia        | Richmond Coliseum                          | Dean Ambrose (c) vs. AJ Styles Singles match o WWE World Championship                                                                               |
| Backlash (2017) 21 maja 2017              | Rosemont, Illinois        | Allstate Arena                             | Randy Orton (c) vs. Jinder Mahal Singles match o WWE Championship                                                                                   |
| Backlash (2018) 6 maja 2018               | Newark, New Jersey        | Prudential Center                          | Roman Reigns vs. Samoa Joe Singles match |
| Backlash (2020) 14 czerwca 2020           | Orlando, Floryda          | WWE Performance Center                     | Edge vs. Randy Orton Singles match |
| WrestleMania Backlash (2021) 16 maja 2021 | Tampa, Floryda            | Yuengling Center                           | Roman Reigns vs. Cesaro Singles match o WWE Universal Championship                                                                                  |
| WrestleMania Backlash (2022) 8 maja 2022  | Providence, Rhode Island  | Dunkin’ Donuts Center                      | Drew McIntyre i RK-Bro (Randy Orton i Riddle) vs. The Bloodline (Roman Reigns i The Usos (Jey Uso i Jimmy Uso)) Six-man Tag Team match              |
| Backlash (2023) 8 maja 2023               | San Juan, Portoryko       | Coliseo de Puerto Rico Jose Miguel Agrelot | Cody Rhodes vs. Brock Lesnar Singles match |
| Backlash (2024) 4 maja 2024               | Décines-Charpieu, Francja | LDLC Arena                                 | Cody Rhodes (c) vs. AJ Styles Singles match o Undisputed WWE Championship                                                                           |
| Backlash (2025) 10 maja 2025              | St. Louis, Missouri       | Enterprise Center                          | John Cena (c) vs. Randy Orton Singles match o Undisputed WWE Championship                                                                           |

## Wyniki gal

### 1999
Backlash (1999) – gala wrestlingu wyprodukowana przez World Wrestling Federation (WWF). Odbyła się 25 kwietnia 1999 w Providence Civic Center w Providence w Rhode Island. Emisja była przeprowadzana na żywo w systemie pay-per-view. Była to pierwsza w cyklu Backlash.
Podczas gali odbyło się dwanaście walk, w tym cztery będące częścią niedzielnej tygodniówki Sunday Night Heat. W walce wieczoru, którą sędziował Shane McMahon, Stone Cold Steve Austin pokonał The Rocka i obronił WWF Championship. Prócz tego Mankind pokonał Big Showa w Boiler Room Brawlu, który wieńczył ich rywalizację, zaś Triple H pokonał X-Paca, byłego przyjaciela i współtowarzysza z grupy D-Generation X.
| Nr                                                                                            | Wyniki                                                                                                   | Stypulacje                                                                      | Czas  |
| --------------------------------------------------------------------------------------------- | --- | ------------------------------------------------------------------------------- | ----- |
| 1H                                                                                            | Val Venis i Nicole Bass pokonali D’Lo Browna i Ivory                                                     | Mixed tag team match                                                            | 01:43 |
| 2H                                                                                            | Droz i Prince Albert pokonali Too Much (Briana Christophera i Scotta Taylora)                            | Tag team match                                                                  | 01:09 |
| 3H                                                                                            | Kane pokonał Big Boss Mana (z Testem)                                                                    | Singles match                                                                   | 02:45 |
| 4H                                                                                            | Viscera pokonał Testa (z Big Boss Manem)                                                                 | Singles match                                                                   | 02:09 |
| 5                                                                                             | The Ministry of Darkness (Bradshaw, Faarooq i Mideon) pokonali The Brood (Edge’a, Christiana i Gangrela) | Six-man tag team match                                                          | 11:38 |
| 6                                                                                             | Al Snow (z Headem) pokonał Hardcore Holly’ego (c)                                                        | Hardcore match o WWF Hardcore Championship                                      | 15:27 |
| 7                                                                                             | The Godfather (c) pokonał Goldusta (z The Blue Meaniem)                                                  | Singles match o WWF Intercontinental Championship                               | 05:12 |
| 8                                                                                             | The New Age Outlaws (Road Dogg i Billy Gunn) pokonali Owena Harta i Jeffa Jerretta (z Debrą)             | Tag team match wyłaniający pretendentów do WWF Tag Team Championship            | 10:27 |
| 9                                                                                             | Mankind pokonał Big Showa                                                                                | Boiler Room Brawl                                                               | 07:50 |
| 10                                                                                            | Triple H (z Chyną) pokonał X-Paca                                                                        | Singles match                                                                   | 19:19 |
| 11                                                                                            | The Undertaker (z Paulem Bearerem) pokonał Kena Shamrocka                                                | Singles match                                                                   | 18:53 |
| 12                                                                                            | Stone Cold Steve Austin (c) pokonał The Rocka                                                            | No Holds Barred match o WWF Championship z sędzią specjalnym Shane’em McMahonem | 17:10 |
| (c) – mistrz/mistrzyni przed walkąH – walka była transmitowana przed PPV na Sunday Night Heat | |                                                                                 |       |

### 2000
Backlash (2000) – gala wrestlingu wyprodukowana przez World Wrestling Federation (WWF). Odbyła się 30 kwietnia 2000 w MCI Center w Waszyngtonie. Emisja była przeprowadzana na żywo w systemie pay-per-view. Była to druka gala w chronologii cyklu Backlash.
Podczas gali odbyło się dziewięć walk. W walce wieczoru The Rock (z pomocą Stone Colda Steve’a Austina) pokonał Triple H’a i zdobył WWF Championship; walkę sędziował Shane McMahon. Prócz tego Chris Benoit pokonał Chrisa Jericho przez dyskwalifikację w walce o WWF Intercontinental Championship, zaś Edge i Christian obronili WWF Tag Team Championship pokonując D-Generation X (X-Paca i Road Dogga).
| Nr                                 | Wyniki | Stypulacje                                                              | Czas  |
| ---------------------------------- | --- | ----------------------------------------------------------------------- | ----- |
| 1                                  | Edge i Christian (c) pokonali D-Generation X (X-Paca i Road Dogga) (z Tori)                                           | Tag team match o WWF Tag Team Championship                              | 09:22 |
| 2                                  | Dean Malenko (c) pokonał Scotty’ego 2 Hotty’ego                                                                       | Singles match o WWF Light Heavyweight Championship                      | 12:57 |
| 3                                  | Big Boss Man i Bull Buchanan pokonali The APA (Faarooqa i Bradshawa)                                                  | Tag team match                                                          | 07:32 |
| 4                                  | Crash Holly (c) pokonał Matta Hardy’ego, Jeffa Hardy’ego, Hardcore Holly’ego, Perry’ego Saturna i Tazza               | Hardcore match o WWF Hardcore Championship                              | 12:16 |
| 5                                  | Big Show pokonał Kurta Angle’a                                                                                        | Singles match                                                           | 02:35 |
| 6                                  | T & A (Test i Albert) (z Trish Stratus) pokonali The Dudley Boyz (Bubba Raya i D-Vona)                                | Tag team match                                                          | 11:07 |
| 7                                  | Eddie Guerrero (c) (z Chyną) pokonał Essa Riosa (z Litą)                                                              | Singles match o WWF European Championship                               | 08:37 |
| 8                                  | Chris Benoit (c) pokonał Chrisa Jericho przez dyskwalifikację                                                         | Singles match o WWF Intercontinental Championship                       | 15:09 |
| 9                                  | The Rock (ze Stone Cold Steve’em Austinem) pokonał Triple H’a (c) (z Vince’em McMahonem i Stephanie McMahon-Helmsley) | Singles match o WWF Championship z sędzią specjalnym Shane’em McMahonem | 19:23 |
| (c) – mistrz/mistrzyni przed walką | |                                                                         |       |

### 2001
Backlash (2001) – gala wrestlingu wyprodukowana przez World Wrestling Federation (WWF). Odbyła się 29 kwietnia 2001 w Allstate Arena w Rosemont w stanie Illinois. Emisja była przeprowadzana na żywo w systemie pay-per-view. Była to trzecia gala w chronologii cyklu Backlash.
Podczas gali odbyło się dziewięć walk, w tym dwie będące częścią niedzielnej tygodniówki Sunday Night Heat. W walce wieczoru zmierzyli się WWF Champion Stone Cold Steve Austin i Intercontinental Champion Triple H z posiadaczami WWF Tag Team Championship The Brothers of Destruction (The Undertakerem i Kanem). Wedle stypulacji wszystkie trzy tytuły były na szali. Pojedynek i tytuły tag-team zdobyli Triple H i Austin. Prócz tego Shane McMahon pokonał Big Showa w Last Man Standing matchu, zaś Chris Benoit wygrał z Kurtem Anglem w Ultimate Submission matchu.
| Nr                                                                                            | Wyniki | Stypulacje                                                                                       | Czas  |
| --------------------------------------------------------------------------------------------- | --- | ------------------------------------------------------------------------------------------------ | ----- |
| 1H                                                                                            | Jerry Lynn pokonał Crasha Holly’ego (c) | Singles match o WWF Light Heavyweight Championship                                               | 03:37 |
| 2H                                                                                            | Lita pokonała Molly Holly | Singles match                                                                                    | 02:40 |
| 3                                                                                             | X-Factor (X-Pac, Justin Credible i Albert) pokonali The Dudley Boyz (Bubba Raya, D-Vona i Spike’a)                                                          | Six-man tag team match                                                                           | 07:59 |
| 4                                                                                             | Rhyno (c) pokonał Ravena | Hardcore match o WWF Hardcore Championship                                                       | 08:10 |
| 5                                                                                             | William Regal pokonał Chrisa Jericho | Duchess of Queensbury Rules match                                                                | 12:11 |
| 6                                                                                             | Chris Benoit pokonał Kurta Angle z wynikiem 4-3 po czasie                                                                                                   | 30-minutowy Ultimate Submission match                                                            | 31:31 |
| 7                                                                                             | Shane McMahon pokonał Big Showa | Last Man Standing match                                                                          | 11:53 |
| 8                                                                                             | Matt Hardy (c) pokonał Christiana i Eddiego Guerrero | Triple threat match o WWF European Championship                                                  | 06:52 |
| 9                                                                                             | The Power Trip (Stone Cold Steve Austin i Triple H) (c) (ze Stephanie McMahon-Helmsley) pokonali The Brothers of Destruction (The Undertakera i Kane’a) (c) | Tag team match o WWF Tag Team Championship, WWF Intercontinental Championship i WWF Championship | 27:11 |
| (c) – mistrz/mistrzyni przed walkąH – walka była transmitowana przed PPV na Sunday Night Heat | |                                                                                                  |       |

### 2002
Backlash (2002) – gala wrestlingu wyprodukowana przez World Wrestling Federation (WWF). Odbyła się 21 kwietnia 2002 w Kemper Memorial Arena w Kansas City w stanie Missouri; po raz pierwszy zorganizowano tam galę od czasu tragicznej śmierci Owena Harta podczas wydarzenia Over the Edge 1999. Emisja była przeprowadzana na żywo w systemie pay-per-view. Była to czwarta gala w chronologii cyklu Backlash, a także pierwsza po podziale rosteru na brandy Raw i SmackDown.
Podczas gali odbyło się dziesięć walk, w tym jedna będąca częścią niedzielnej tygodniówki Sunday Night Heat. W głównej walce zawodników brandu SmackDown Hollywood Hulk Hogan pokonał Triple H’a i zdobył Undisputed WWF Championship, zaś w głównej walce zawodników Raw The Undertaker pokonał Stone Colda Steve’a Austina, gdzie sędzią specjalnym był Ric Flair. Prócz tego Eddie Guerrero zdobył Intercontinental Championship pokonując Roba Van Dama.
| Nr                                                                                            | Wyniki                                                            | Stypulacje                                                                                              | Czas  |
| --------------------------------------------------------------------------------------------- | ----------------------------------------------------------------- | --- | ----- |
| 1H                                                                                            | Big Show pokonał Stevena Richardsa i Justina Credible'a           | Handicap match                                                                                          | 02:11 |
| 2                                                                                             | Tajiri (z Torrie Wilson) pokonał Billy’ego Kidmana (c)            | Singles match o WWF Cruiserweight Championship                                                          | 09:08 |
| 3                                                                                             | Scott Hall (z X-Pacem) pokonał Bradshawa (z Faarooqem)            | Singles match                                                                                           | 05:43 |
| 4                                                                                             | Jazz (c) pokonała Trish Stratus poprzez submission                | Singles match o WWF Women’s Championship                                                                | 04:29 |
| 5                                                                                             | Brock Lesnar (z Paulem Heymanem) pokonał Jeffa Hardy’ego (z Litą) | Singles match                                                                                           | 05:32 |
| 6                                                                                             | Kurt Angle pokonał Edge’a                                         | Singles match                                                                                           | 13:25 |
| 7                                                                                             | Eddie Guerrero pokonał Roba Van Dama (c)                          | Singles match o WWF Intercontinental Championship                                                       | 11:43 |
| 8                                                                                             | The Undertaker pokonał Stone Colda Steve’a Austina                | Singles match wyłaniający pretendenta do Undisputed WWF Championship z sędzią specjalnym Rikiem Flairem | 27:03 |
| 9                                                                                             | Billy i Chuck (c) (z Rico) pokonali Mavena i Al Snowa             | Tag team match o WWF Tag Team Championship                                                              | 05:58 |
| 10                                                                                            | Hollywood Hulk Hogan pokonał Triple H’a (c)                       | Singles match o Undisputed WWF Championship                                                             | 22:04 |
| (c) – mistrz/mistrzyni przed walkąH – walka była transmitowana przed PPV na Sunday Night Heat |                                                                   | |       |

### 2003
Backlash (2003) – gala wrestlingu wyprodukowana przez federację World Wrestling Entertainment (WWE). Odbyła się 26 kwietnia 2003 w Worcester Centrum w Worcester w stanie Massachusetts. Emisja była przeprowadzana na żywo w systemie pay-per-view. Była to piąta gala w chronologii cyklu Backlash.
Podczas gali odbyło się dziewięć walk, w tym jedna będąca częścią niedzielnej tygodniówki Sunday Night Heat. W walce wieczoru Goldberg w swoim debiucie w federacji pokonał The Rocka. Prócz tego odbył się pojedynek o WWE Championship, gdzie panujący mistrz Brock Lesnar zdołał pokonać pretendenta Johna Cenę. Kolejną ważną walką w karcie był six-man tag team match, w którym Triple H, Ric Flair i Chris Jericho zawalczyli z Shawnem Michaelsem, Kevinem Nashem i Bookerem T; zwycięstwo swojej drużynie dał Triple H.
| Nr                                                                                            | Wyniki                                                                                             | Stypulacje                                                                        | Czas  |
| --------------------------------------------------------------------------------------------- | -------------------------------------------------------------------------------------------------- | --------------------------------------------------------------------------------- | ----- |
| 1H                                                                                            | Scott Steiner pokonał Rico                                                                         | Singles match                                                                     | 02:27 |
| 2                                                                                             | Team Angle (Shelton Benjamin i Charlie Haas) (c) pokonali Los Guerreros (Eddiego i Chavo Guerrero) | Tag team match o WWE Tag Team Championship                                        | 15:03 |
| 3                                                                                             | Sean O’Haire (z Roddym Piperem) pokonał Rikishiego                                                 | Singles match                                                                     | 04:52 |
| 4                                                                                             | Rob Van Dam i Kane (c) pokonali The Dudley Boyz (Bubba Raya i D-Vona)                              | Tag team match o World Tag Team Championship z sędzią specjalnym Chiefem Morleyem | 13:01 |
| 5                                                                                             | Jazz (z Theodorem Longiem) pokonała Trish Stratus (c)                                              | Singles match o WWE Women’s Championship                                          | 05:50 |
| 6                                                                                             | Big Show pokonał Reya Mysterio                                                                     | Singles match                                                                     | 03:47 |
| 7                                                                                             | Brock Lesnar (c) pokonał Johna Cenę                                                                | Singles match o WWE Championship                                                  | 15:14 |
| 8                                                                                             | Triple H, Ric Flair i Chris Jericho pokonali Shawna Michaelsa, Kevina Nasha i Bookera T            | Six-man tag team match                                                            | 17:51 |
| 9                                                                                             | Goldberg pokonał The Rocka                                                                         | Singles match                                                                     | 13:03 |
| (c) – mistrz/mistrzyni przed walkąH – walka była transmitowana przed PPV na Sunday Night Heat | |                                                                                   |       |

Wyniki turnieju o miano pretendenta do WWE Championship
|  | Ćwierćfinały   | Ćwierćfinały |              |     | Półfinały | Półfinały |  |  | Finał | Finał |
|  |                |              |              |     |           |           |  |  |       |       |
|  |                |              |              |     |           |           |  |  |       |       |
|  |                |              |              |     |           |           |  |  |       |       |
|  | Chris Benoit   | Sub          |              |     |           |           |  |  |       |       |
|  | Chris Benoit   | Sub          |              |     |           |           |  |  |       |       |
|  | A-Train        |              |              |     |           |           |  |  |       |       |
|  | Chris Benoit   | Pin          |              |     |           |           |  |  |       |       |
|  | Chris Benoit   | Pin          |              |     |           |           |  |  |       |       |
|  |                | Rhyno        |              |     |           |           |  |  |       |       |
|  | Big Show       |              |              |     |           |           |  |  |       |       |
|  |                |              |              |     |           |           |  |  |       |       |
|  | Rhyno          | DQ           |              |     |           |           |  |  |       |       |
|  | Rhyno          | DQ           | Chris Benoit |     |           |           |  |  |       |       |
|  |                |              |              |     |           |           |  |  |       |       |
|  |                | John Cena    | Pin          |     |           |           |  |  |       |       |
|  | The Undertaker | John Cena    | Pin          | Pin |           |           |  |  |       |       |
|  | The Undertaker |              |              | Pin |           |           |  |  |       |       |
|  | Rey Mysterio   |              |              |     |           |           |  |  |       |       |
|  | The Undertaker |              |              |     |           |           |  |  |       |       |
|  |                |              |              |     |           |           |  |  |       |       |
|  |                | John Cena    | Pin          |     |           |           |  |  |       |       |
|  | Eddie Guerrero | John Cena    | Pin          |     |           |           |  |  |       |       |
|  |                |              |              |     |           |           |  |  |       |       |
|  | John Cena      | Pin          |              |     |           |           |  |  |       |       |
|  | John Cena      | Pin          |              |     |           |           |  |  |       |       |

- Pin – przypięcie
- Sub – submission
- DQ – dyskwalifikacja

### 2004
Backlash (2004) – gala wrestlingu wyprodukowana przez federację World Wrestling Entertainment (WWE) dla zawodników z brandu Raw. Odbyła się 18 kwietnia 2004 w Rexall Place w Edmonton w kanadyjskiej prowincji Alberta. Emisja była przeprowadzana na żywo w systemie pay-per-view. Była to szósta gala w chronologii cyklu Backlash.
Podczas gali odbyło się dziewięć walk, w tym jedna będąca częścią niedzielnej tygodniówki Sunday Night Heat. Walką wieczoru był Triple Threat match o World Heavyweight Championship, gdzie Chris Benoit zdołał obronić mistrzostwo pokonując Triple H’a i Shawna Michaelsa. Oprócz tego Randy Orton zmierzył się i wygrał z Cactusem Jackiem w hardcore matchu o WWE Intercontinental Championship, zaś Chris Jericho pokonał Christiana i Trish Stratus w handicap matchu.
| Nr                                                                                            | Wyniki                                                                             | Stypulacje                                                                                  | Czas  |
| --------------------------------------------------------------------------------------------- | ---------------------------------------------------------------------------------- | ------------------------------------------------------------------------------------------- | ----- |
| 1H                                                                                            | Val Venis pokonał Matta Hardy’ego                                                  | Singles match                                                                               | 07:56 |
| 2                                                                                             | Shelton Benjamin pokonał Rica Flaira                                               | Singles match                                                                               | 09:29 |
| 3                                                                                             | Jonathan Coachman (z Garrisonem Cadem) pokonał Tajiriego                           | Singles match                                                                               | 06:25 |
| 4                                                                                             | Chris Jericho pokonał Christiana i Trish Stratus                                   | Handicap match                                                                              | 11:12 |
| 5                                                                                             | Victoria (c) pokonała Litę                                                         | Singles match o WWE Women’s Championship                                                    | 07:22 |
| 6                                                                                             | Randy Orton (c) pokonał Cactusa Jacka                                              | Hardcore match o WWE Intercontinental Championship Evolution było wyrzucone z okolic ringu. | 23:03 |
| 7                                                                                             | The Hurricane i Rosey pokonali La Résistance (Robérta Conwaya i Sylvaina Greniera) | Tag team match                                                                              | 05:02 |
| 8                                                                                             | Edge pokonał Kane’a                                                                | Singles match                                                                               | 06:25 |
| 9                                                                                             | Chris Benoit (c) pokonał Shawna Michaelsa i Triple H’a poprzez submission          | Triple Threat match o World Heavyweight Championship                                        | 30:12 |
| (c) – mistrz/mistrzyni przed walkąH – walka była transmitowana przed PPV na Sunday Night Heat |                                                                                    |                                                                                             |       |

### 2005
Backlash (2005) – gala wrestlingu wyprodukowana przez federację World Wrestling Entertainment (WWE) dla zawodników z brandu Raw. Odbyła się 1 maja 2005 w Verizon Wireless Arena w Manchesterze w stanie New Hampshire. Emisja była przeprowadzana na żywo w systemie pay-per-view. Była to siódma gala w chronologii cyklu Backlash.
Podczas gali odbyło się siedem walk, w tym jedna będąca częścią niedzielnej tygodniówki Sunday Night Heat. W walce wieczoru Batista pokonał Triple H’a i obronił World Heavyweight Championship. Oprócz tego Shawn Michaels i Hulk Hogan wspólnie pokonali Muhammada Hassana i Daivariego w tag team matchu, zaś Edge pokonał Chrisa Benoisa w Last Man Standing matchu.
| Nr                                                                                            | Wyniki | Stypulacje                                           | Czas  |
| --------------------------------------------------------------------------------------------- | --- | ---------------------------------------------------- | ----- |
| 1H                                                                                            | Tyson Tomko pokonał Val Venisa                                                                               | Singles match                                        | 05:40 |
| 2                                                                                             | Shelton Benjamin (c) pokonał Chrisa Jericho                                                                  | Singles match o WWE Intercontinental Championship    | 14:31 |
| 3                                                                                             | The Hurricane i Rosey wygrali, eliminując jako ostatnich La Résistance (Robérta Conwaya i Sylvaina Greniera) | Tag team turmoil match o World Tag Team Championship | 13:43 |
| 4                                                                                             | Edge pokonał Chrisa Benoit                                                                                   | Last Man Standing match                              | 18:47 |
| 5                                                                                             | Kane (z Litą) pokonał Viscerę (z Trish Stratus)                                                              | Singles match                                        | 06:09 |
| 6                                                                                             | Shawn Michaels i Hulk Hogan pokonali Muhammada Hassana i Daivariego                                          | Tag team match                                       | 15:05 |
| 7                                                                                             | Batista (c) defeated Triple H (z Rikiem Flairem)                                                             | Singles match o World Heavyweight Championship       | 16:26 |
| (c) – mistrz/mistrzyni przed walkąH – walka była transmitowana przed PPV na Sunday Night Heat | |                                                      |       |

Tag team turmoil match
| Nr. eliminacji | Tag-team                                        | Nr. wejściowy | Wyeliminowani przez         |
| -------------- | ----------------------------------------------- | ------------- | --------------------------- |
| 1              | Tajiri i William Regal (c)                      | 3             | La Résistance               |
| 2              | The Heart Throbs (Antonio i Romeo)              | 1             | Tajiriego i Williama Regala |
| 3              | Simon Dean i Maven                              | 2             | Tajiriego i Williama Regala |
| 4              | La Résistance (Robért Conway i Sylvain Grenier) | 4             | The Hurricane’a i Roseya    |
| 5              | The Hurricane i Rosey                           | Zwycięzcy     | N/A                         |

### 2006
Backlash (2006) – gala wrestlingu wyprodukowana przez federację World Wrestling Entertainment (WWE) dla zawodników z brandu Raw. Odbyła się 30 kwietnia 2006 w Rupp Arenie w Lexington w stanie Kentucky. Emisja była przeprowadzana na żywo w systemie pay-per-view. Była to ósma gala w chronologii cyklu Backlash.
Podczas gali odbyło się osiem walk, w tym jedna będąca częścią niedzielnej tygodniówki Sunday Night Heat. W walce wieczoru John Cena zdołał obronić WWE Championship pokonując Triple H’a i Edge’a w Triple Threat matchu. W kolejnej ważnej walce w karcie, Shawn Michaels i "Bóg" przegrali z Mr. McMahonem i Shane’em McMahonem w No Holds Barred matchu. W pojedynku, w którym na szali były WWE Intercontinental Championship i walizka Money in the Bank, posiadacz walizki Rob Van Dam pokonał mistrza Sheltona Benjamina i zdobył mistrzostwo. Galę w systemie pay-per-view wykupiono 273 000 razy.
| Nr                                                                                            | Wyniki                                                         | Stypulacje                                                                     | Czas  |
| --------------------------------------------------------------------------------------------- | -------------------------------------------------------------- | ------------------------------------------------------------------------------ | ----- |
| 1H                                                                                            | Goldust pokonał Roba Conwaya                                   | Singles match                                                                  | 03:38 |
| 2                                                                                             | Carlito pokonał Chrisa Mastersa                                | Singles match                                                                  | 09:58 |
| 3                                                                                             | Umaga (z Armando Estradą) pokonał Rica Flaira                  | Singles match                                                                  | 03:29 |
| 4                                                                                             | Trish Stratus pokonała Mickie James (c) przez dyskwalifikację  | Singles match o WWE Women’s Championship                                       | 04:03 |
| 5                                                                                             | Rob Van Dam pokonał Sheltona Benjamina (c)                     | Singles match o WWE Intercontinental Championship i kontrakt Money in the Bank | 18:42 |
| 6                                                                                             | Big Show vs. Kane zakończyło się bez rezultatu                 | Singles match                                                                  | 09:30 |
| 7                                                                                             | Mr. McMahon i Shane McMahon pokonali Shawna Michaelsa i "Boga" | No Holds Barred match                                                          | 19:57 |
| 8                                                                                             | John Cena (c) pokonał Triple H’a i Edge’a (z Litą)             | Triple threat match o WWE Championship                                         | 17:33 |
| (c) – mistrz/mistrzyni przed walkąH – walka była transmitowana przed PPV na Sunday Night Heat |                                                                |                                                                                |       |

### 2007
Backlash (2007) – gala wrestlingu wyprodukowana przez federację World Wrestling Entertainment (WWE). Odbyła się 29 kwietnia 2007 w Philips Arenie w Atlancie w stanie Georgia. Emisja była przeprowadzana na żywo w systemie pay-per-view. Była to dziewiąta gala w chronologii cyklu Backlash, a także pierwsza, na której wystąpili zawodnicy brandów Raw, SmackDown! oraz ECW.
Podczas gali odbyło się siedem walk, w tym jedna nietransmitowana w telewizji. W walce wieczoru John Cena obronił WWE Championship pokonując Randy’ego Ortona, Edge’a i Shawna Michaelsa w Fatal 4-Way matchu. Pojedynek o World Heavyweight Championship pomiędzy The Undertakerem i Batistą zakończył się remisem. W handicap matchu o ECW Championship, Mr. McMahon, który był w drużynie z Shane’em McMahonem i Umagą przypiął Bobby’ego Lashleya i stał się nowym posiadaczem mistrzostwa.
| Nr                                                                                    | Wyniki                                                                            | Stypulacje                                               | Czas  |
| ------------------------------------------------------------------------------------- | --------------------------------------------------------------------------------- | -------------------------------------------------------- | ----- |
| 1D                                                                                    | Carlito pokonał Johnny’ego Nitro                                                  | Singles match                                            | –     |
| 2                                                                                     | The Hardy Boyz (Matt i Jeff Hardy) (c) pokonali Lance’a Cade’a i Trevora Murdocha | Tag team match o World Tag Team Championship             | 14:18 |
| 3                                                                                     | Melina (c) pokonała Mickie James                                                  | Singles match o WWE Women’s Championship                 | 09:02 |
| 4                                                                                     | Chris Benoit (c) pokonał Montela Vontavious Portera                               | Singles match o WWE United States Championship           | 13:10 |
| 5                                                                                     | Mr. McMahon, Shane McMahon i Umaga pokonali Bobby’ego Lashleya (c)                | Handicap match o ECW World Championship                  | 15:45 |
| 6                                                                                     | The Undertaker (c) vs. Batista zakończyło się remisem                             | Last Man Standing match o World Heavyweight Championship | 20:23 |
| 7                                                                                     | John Cena (c) pokonał Randy’ego Ortona, Edge’a i Shawna Michaelsa                 | Fatal 4-Way match o WWE Championship                     | 19:21 |
| (c) – mistrz/mistrzyni przed walkąD – walka była dark matchem (nietransmitowana w TV) |                                                                                   |                                                          |       |

### 2008
Backlash (2008) – gala wrestlingu wyprodukowana przez federację World Wrestling Entertainment (WWE). Odbyła się 27 kwietnia 2008 w 1st Mariner Arena w Baltimore w stanie Maryland. Emisja była przeprowadzana na żywo w systemie pay-per-view. Była to dziesiąta gala w chronologii cyklu Backlash.
Podczas gali odbyło się osiem pojedynków, w tym jedna nietransmitowana w telewizji. Walką wieczoru był Fatal 4-Way elimination match o WWE Championship, w którym Triple H zdobył mistrzostwo pokonując Johna Cenę, Johna "Bradshaw" Layfielda i poprzedniego mistrza Randy’ego Ortona. Orpócz tego The Undertaker zdołał obronić World Heavyweight Championship w pojedynku z Edgem, zaś Shawn Michaels pokonał Batistę w pojedynku, który sędziował Chris Jericho. Galę w systemie pay-per-view wykupiono 200 000 razy.
| Nr                                                                                    | Wyniki | Stypulacje                                        | Czas  |
| ------------------------------------------------------------------------------------- | --- | ------------------------------------------------- | ----- |
| 1D                                                                                    | John Morrison i The Miz pokonali Jimmy’ego Wang Yanga i Shannona Moore                                                                    | Tag team match                                    | –     |
| 2                                                                                     | Matt Hardy pokonał Montel Vontavious Portera (c)                                                                                          | Singles match o WWE United States Championship    | 11:24 |
| 3                                                                                     | Kane (c) pokonał Chavo Guerrero (z Bam Neelym)                                                                                            | Singles match o ECW Championship                  | 08:49 |
| 4                                                                                     | Big Show pokonał The Great Khaliego | Singles match                                     | 08:05 |
| 5                                                                                     | Shawn Michaels pokonał Batiste | Singles match z sędzią specjalnym Chrisem Jericho | 14:59 |
| 6                                                                                     | Beth Phoenix, Melina, Layla, Jillian Hall, Victoria i Natalya pokonały Mickie James, Marię, Ashley, Michelle McCool, Cherry i Kelly Kelly | 12-Diva tag team match                            | 06:31 |
| 7                                                                                     | The Undertaker (c) pokonał Edge’a poprzez submission                                                                                      | Singles match o World Heavyweight Championship    | 18:23 |
| 8                                                                                     | Triple H pokonał Randy’ego Ortona (c), Johna Cenę i Johna "Bradshaw" Layfielda                                                            | Fatal-4-Way elimination match o WWE Championship  | 28:11 |
| (c) – mistrz/mistrzyni przed walkąD – walka była dark matchem (nietransmitowana w TV) | |                                                   |       |

Fatal 4-Way elimination match
| Nr. eliminacji | Wrestler    | Wyeliminowany przez | Metoda eliminacji                        | Czas     |
| -------------- | ----------- | ------------------- | ---------------------------------------- | -------- |
| 1              | JBL         | Johna Cenę          | Odklepał po założeniu dźwigni STFU       | 10:29    |
| 2              | John Cena   | Randy’ego Ortona    | Przypięty po wykonaniu punt kick w głowę | 10:41    |
| 3              | Randy Orton | Triple H’a          | Przypięty po wykonaniu Pedigree          | 28:11    |
| Zwycięzca      | Triple H    | Triple H            | Triple H                                 | Triple H |

### 2009
Backlash (2009) – gala wrestlingu wyprodukowana przez federację World Wrestling Entertainment (WWE). Odbyła się 26 kwietnia 2009 w Dunkin's Donuts Center w Providence w stanie Rhode Island. Emisja była przeprowadzana na żywo w systemie pay-per-view. Była to jedenasta gala w chronologii cyklu Backlash, a także ostatnia do czasu powrotu cyklu w 2016.
Podczas gali odbyło się osiem pojedynków, w tym jedna nietransmitowana w telewizji. W walce wieczoru Edge pokonał Johna Cenę w Last Man Standing matchu i odebrał mu World Heavyweight Championship. Przedostatnią walką gali był six-man tag team match o WWE Championship, gdzie grupa The Legacy (Randy Orton, Cody Rhodes i Ted DiBiase zmierzyli się z posiadaczem mistrzostwa Triple H’em, Batistą i Shane’em McMahonem; pojedynek i tytuł wygrał Orton po przypięciu Triple H’a. Galę w systemie pay-per-view wykupiono 182 000 razy.
| Nr                                                                                    | Wyniki                                                                                                  | Stypulacje | Czas  |
| ------------------------------------------------------------------------------------- | --- | --- | ----- |
| 1D                                                                                    | Kofi Kingston pokonał Dolpha Zigglera                                                                   | Singles match | –     |
| 2                                                                                     | Christian pokonał Jacka Swaggera (c)                                                                    | Singles match o ECW Championship | 11:01 |
| 3                                                                                     | Chris Jericho pokonał Ricky’ego Steamboata poprzez submission                                           | Singles match | 12:32 |
| 4                                                                                     | Kane pokonał CM Punka                                                                                   | Singles match | 09:25 |
| 5                                                                                     | Jeff Hardy pokonał Matta Hardy’ego                                                                      | „I Quit” match | 19:08 |
| 6                                                                                     | Santina Marella (c) "pokonała" Beth Phoenix (z Rosą Mendes)                                             | Singles match o tytuł "Miss WrestleMania" | 00:03 |
| 7                                                                                     | The Legacy (Randy Orton, Cody Rhodes i Ted DiBiase) pokonali Triple H’a (c), Batistę i Shane’a McMahona | Six-man tag team match o WWE Championship Jeśli Triple H lub jakikolwiek członek jego drużyny zostanie pzypięty, poddany, odliczony lub zdyskwalifikowany, Orton zdobędzie tytuł. | 22:50 |
| 8                                                                                     | Edge pokonał Johna Cenę (c)                                                                             | Last Man Standing match o World Heavyweight Championship | 28:26 |
| (c) – mistrz/mistrzyni przed walkąD – walka była dark matchem (nietransmitowana w TV) | | |       |